# Liste des monuments historiques de Lo-Reninge
Cette page regroupe l'ensemble des monuments classés de la ville de Lo-Reninge.
| Objet                                                                                       | Statut du classement? | Année de construction/architecte | Section communale | Adresse                | Coordonnées                      | Numéro d'inventaire | Illustration                                                 |
| ------------------------------------------------------------------------------------------- | --------------------- | -------------------------------- | ----------------- | ---------------------- | -------------------------------- | ------------------- | ------------------------------------------------------------ |
| (nl) Hoeve D' Hoge Torre                                                                    |                       |                                  | Lo                | Ashoop 5               | 50° 59′ 48″ nord, 2° 45′ 51″ est | 70000               | Téléverser                                                   |
| (nl) Hoeve                                                                                  |                       |                                  | Lo                | Blauwvoet 1            | 50° 59′ 26″ nord, 2° 46′ 05″ est | 70001               | Téléverser                                                   |
| (nl) Herberg, Gasthof De Zwaan                                                              | Oui                   |                                  | Lo                | Breydelstraat 1        | 50° 58′ 50″ nord, 2° 44′ 55″ est | 70002               | Téléverser                                                   |
| (nl) Burgerhuis uit de jaren 1920                                                           | Oui                   |                                  | Lo                | Breydelstraat 3        | 50° 58′ 50″ nord, 2° 44′ 55″ est | 70003               | Téléverser                                                   |
| (nl) Smal pand                                                                              | Oui                   |                                  | Lo                | Breydelstraat 8        | 50° 58′ 49″ nord, 2° 44′ 53″ est | 70004               | Téléverser                                                   |
| (nl) Lijstgevel uit de jaren 1920                                                           | Oui                   |                                  | Lo                | Breydelstraat 11       | 50° 58′ 50″ nord, 2° 44′ 53″ est | 70005               | Téléverser                                                   |
| (nl) Sint-Jansgasthuis                                                                      |                       |                                  | Lo                | Gasthuisstraat 2       | 50° 58′ 42″ nord, 2° 45′ 03″ est | 70006               | Téléverser                                                   |
| (nl) Klein hoevetje                                                                         | Oui                   |                                  | Lo                | Gravestraat 2          | 50° 58′ 46″ nord, 2° 44′ 52″ est | 70007               | Téléverser                                                   |
| (nl) Historische hoeve, Koude Schuere                                                       |                       |                                  | Lo                | Hazewind 2             | 50° 59′ 23″ nord, 2° 46′ 52″ est | 70008               | Téléverser                                                   |
| (nl) Brug, Kousseboombrug                                                                   |                       |                                  | Lo                | Ashoop                 | 50° 59′ 48″ nord, 2° 45′ 53″ est | 70009               | Téléverser                                                   |
| (nl) Hoeve, steenbakkerij Brikerie, heden varkenskwekerij                                   |                       |                                  | Lo                | Hazewind 3             | 50° 58′ 53″ nord, 2° 47′ 49″ est | 70021               | Téléverser                                                   |
| (nl) Hoeve, OOSTLANDHOF                                                                     |                       |                                  | Lo                | Kloefhoek 5            | 50° 59′ 17″ nord, 2° 46′ 19″ est | 70022               | Téléverser                                                   |
| (nl) Hoeve met losse bestanddelen                                                           |                       |                                  | Lo                | Hazewind 6             | 50° 58′ 48″ nord, 2° 47′ 41″ est | 70023               | Téléverser                                                   |
| (nl) Breedhuis, Café in den Hazewind                                                        |                       |                                  | Lo                | Hazewind 11            | 50° 59′ 19″ nord, 2° 47′ 14″ est | 70024               | Téléverser                                                   |
| (nl) Brouwerij, Brouwerij 't Damberd                                                        | Oui                   |                                  | Lo                | Hogebrugstraat 1       | 50° 58′ 50″ nord, 2° 44′ 43″ est | 70028               | Téléverser                                                   |
| (nl) Heropgebouwde woningen uit de jaren 1920                                               | Oui                   |                                  | Lo                | Hogebrugstraat 3       | 50° 58′ 49″ nord, 2° 44′ 42″ est | 70029               | Téléverser                                                   |
| (nl) Heropgebouwde woningen uit de jaren 1920                                               | Oui                   |                                  | Lo                | Hogebrugstraat 5       | 50° 58′ 49″ nord, 2° 44′ 42″ est | 70029               | Téléverser                                                   |
| (nl) Burgerhuis met houten winkelpui                                                        | Oui                   |                                  | Lo                | Hogebrugstraat 4       | 50° 58′ 48″ nord, 2° 44′ 43″ est | 70030               | Téléverser                                                   |
| (nl) Breed burgerhuis                                                                       | Oui                   |                                  | Lo                | Hogebrugstraat 11      | 50° 58′ 50″ nord, 2° 44′ 40″ est | 70031               | Téléverser                                                   |
| (nl) Breed burgerhuis                                                                       | Oui                   |                                  | Lo                | Hogebrugstraat 13      | 50° 58′ 50″ nord, 2° 44′ 40″ est | 70031               | Téléverser                                                   |
| (nl) Imposant burgerhuis                                                                    | Oui                   |                                  | Lo                | Hogebrugstraat 15      | 50° 58′ 50″ nord, 2° 44′ 39″ est | 70032               | Téléverser                                                   |
| (nl) Burgerhuis met markerende winkelpui                                                    | Oui                   |                                  | Lo                | Hogebrugstraat 16      | 50° 58′ 48″ nord, 2° 44′ 40″ est | 70033               | Téléverser                                                   |
| (nl) Samenstel van lijstgevels                                                              | Oui                   |                                  | Lo                | Hogebrugstraat 17      | 50° 58′ 50″ nord, 2° 44′ 37″ est | 70034               | Téléverser                                                   |
| (nl) Samenstel van lijstgevels                                                              | Oui                   |                                  | Lo                | Hogebrugstraat 19      | 50° 58′ 50″ nord, 2° 44′ 37″ est | 70034               | Téléverser                                                   |
| (nl) Samenstel van burgerhuizen uit de jaren 1920                                           | Oui                   |                                  | Lo                | Hogebrugstraat 20      | 50° 58′ 48″ nord, 2° 44′ 40″ est | 70035               | Téléverser                                                   |
| (nl) Samenstel van burgerhuizen uit de jaren 1920                                           | Oui                   |                                  | Lo                | Hogebrugstraat 22      | 50° 58′ 48″ nord, 2° 44′ 40″ est | 70035               | Téléverser                                                   |
| (nl) Bepleisterde lijstgevel, winkelpui                                                     | Oui                   |                                  | Lo                | Hogebrugstraat 21      | 50° 58′ 49″ nord, 2° 44′ 37″ est | 70036               | Téléverser                                                   |
| (nl) Burgerhuis                                                                             | Oui                   |                                  | Lo                | Hogebrugstraat 23      | 50° 58′ 49″ nord, 2° 44′ 37″ est | 70037               | Téléverser                                                   |
| (nl) Herenhuis                                                                              | Oui                   |                                  | Lo                | Hogebrugstraat 24      | 50° 58′ 48″ nord, 2° 44′ 39″ est | 70038               | Téléverser                                                   |
| (nl) Vermoedelijk in kern herberg De Engel                                                  | Oui                   |                                  | Lo                | Hogebrugstraat 25      | 50° 58′ 49″ nord, 2° 44′ 36″ est | 70039               | Téléverser                                                   |
| (nl) Burgerhuis                                                                             | Oui                   |                                  | Lo                | Hogebrugstraat 26      | 50° 58′ 48″ nord, 2° 44′ 38″ est | 70040               | Téléverser                                                   |
| (nl) Burgerhuis Camerlynck                                                                  | Oui                   |                                  | Lo                | Hogebrugstraat 27      | 50° 58′ 50″ nord, 2° 44′ 34″ est | 70041               | Téléverser                                                   |
| (nl) Bakstenen lijstgevel uit de 19de eeuw                                                  | Oui                   |                                  | Lo                | Hogebrugstraat 29      | 50° 58′ 50″ nord, 2° 44′ 34″ est | 70042               | Téléverser                                                   |
| (nl) Burgerhuis uit het eerste kwart van de 20ste eeuw                                      | Oui                   |                                  | Lo                | Hogebrugstraat 31      | 50° 58′ 49″ nord, 2° 44′ 33″ est | 70043               | Téléverser                                                   |
| (nl) Historische hoeve                                                                      | Oui                   |                                  | Lo                | Hogebrugstraat 32      | 50° 58′ 46″ nord, 2° 44′ 37″ est | 70044               | Téléverser                                                   |
| (nl) Boerenarbeidershuis 't Oud Meulenhuis                                                  |                       |                                  | Lo                | Hogebrugstraat 33      | 50° 58′ 51″ nord, 2° 44′ 33″ est | 70045               | Téléverser                                                   |
| (nl) Boerenarbeidershuis 't Oud Meulenhuis                                                  |                       |                                  | Lo                | Hogebrugstraat 35      | 50° 58′ 51″ nord, 2° 44′ 33″ est | 70045               | Téléverser                                                   |
| (nl) Samenstel van burgerhuizen uit de tweede helft van de 19de eeuw                        | Oui                   |                                  | Lo                | Hogebrugstraat 34      | 50° 58′ 48″ nord, 2° 44′ 35″ est | 70046               | Téléverser                                                   |
| (nl) Samenstel van burgerhuizen uit de tweede helft van de 19de eeuw                        | Oui                   |                                  | Lo                | Hogebrugstraat 36      | 50° 58′ 48″ nord, 2° 44′ 35″ est | 70046               | Téléverser                                                   |
| (nl) Burgerhuizen                                                                           | Oui                   |                                  | Lo                | Hogebrugstraat 38      | 50° 58′ 48″ nord, 2° 44′ 33″ est | 70047               | Téléverser                                                   |
| (nl) Burgerhuizen                                                                           | Oui                   |                                  | Lo                | Hogebrugstraat 40      | 50° 58′ 48″ nord, 2° 44′ 33″ est | 70047               | Téléverser                                                   |
| (nl) Burgerhuizen                                                                           | Oui                   |                                  | Lo                | Hogebrugstraat 42      | 50° 58′ 48″ nord, 2° 44′ 33″ est | 70047               | Téléverser                                                   |
| (nl) Burgerhuizen                                                                           | Oui                   |                                  | Lo                | Hogebrugstraat 44      | 50° 58′ 48″ nord, 2° 44′ 33″ est | 70047               | Téléverser                                                   |
| (nl) Historische hoeve                                                                      | Oui                   |                                  | Lo                | Kiviethoek 1           | 50° 58′ 31″ nord, 2° 45′ 29″ est | 70048               | Téléverser                                                   |
| (nl) Kiviethoeve, hoeve met losse bestanddelen                                              |                       |                                  | Lo                | Kiviethoek 2           | 50° 58′ 21″ nord, 2° 45′ 30″ est | 70049               | Téléverser                                                   |
| (nl) Historische hoeve Gulden Vlies                                                         | Oui                   |                                  | Lo                | Kruisstraat 4          | 50° 58′ 56″ nord, 2° 45′ 54″ est | 70051               | Téléverser                                                   |
| (nl) Stadspomp op het Vateplein                                                             | Oui                   |                                  | Lo                | Markt                  | 50° 58′ 48″ nord, 2° 44′ 57″ est | 70052               | Téléverser                                                   |
| (nl) Gedenkteken voor oorlogsdoden van de Eerste Wereldoorlog                               | Oui                   |                                  | Lo                | Markt                  | 50° 58′ 51″ nord, 2° 44′ 57″ est | 70053               | Téléverser                                                   |
| (nl) Stadhuis van Lo en bijhorend belfort                                                   | Oui                   |                                  | Lo                | Markt 1                | 50° 58′ 50″ nord, 2° 44′ 58″ est | 70054               | Téléverser                                                   |
| (nl) In de jaren 1920 heropgebouwd hoekpand                                                 | Oui                   |                                  | Lo                | Markt 3                | 50° 58′ 49″ nord, 2° 44′ 58″ est | 70055               | Téléverser                                                   |
| (nl) Burgerhuis, in de jaren 1920 heropgebouwd                                              | Oui                   |                                  | Lo                | Markt 6                | 50° 58′ 49″ nord, 2° 45′ 00″ est | 70056               | Téléverser                                                   |
| (nl) Handelspand uit de jaren 1920                                                          | Oui                   |                                  | Lo                | Markt 7                | 50° 58′ 49″ nord, 2° 45′ 00″ est | 70057               | Téléverser                                                   |
| (nl) Burgerhuis, in de jaren 1920 heropgebouwd                                              | Oui                   |                                  | Lo                | Markt 8                | 50° 58′ 49″ nord, 2° 45′ 00″ est | 70058               | Téléverser                                                   |
| (nl) Klooster van de Grauwe zusters te Lo                                                   | Oui                   |                                  | Lo                | Markt 11               | 50° 58′ 46″ nord, 2° 44′ 58″ est | 70059               | Téléverser                                                   |
| (nl) Smal diephuis met uitgewerkte trapgevel                                                | Oui                   |                                  | Lo                | Markt 12               | 50° 58′ 46″ nord, 2° 44′ 56″ est | 70060               | Téléverser                                                   |
| (nl) Laag hoekpand, heropgebouwd in 1924                                                    | Oui                   |                                  | Lo                | Markt 16               | 50° 58′ 47″ nord, 2° 44′ 54″ est | 70061               | Téléverser                                                   |
| (nl) Bezoekerscentrum Lauka, brouwerij Sint-Jozef                                           | Oui                   |                                  | Lo                | Markt 15               | 50° 58′ 46″ nord, 2° 44′ 56″ est | 70062               | Téléverser                                                   |
| (nl) Burgerhuis uit de tweede helft van de 19de eeuw                                        | Oui                   |                                  | Lo                | Markt 18               | 50° 58′ 48″ nord, 2° 44′ 55″ est | 70063               | Téléverser                                                   |
| (nl) Burgerhuis, heropgebouwd in de jaren 1920                                              | Oui                   |                                  | Lo                | Markt 21               | 50° 58′ 49″ nord, 2° 44′ 55″ est | 70064               | Téléverser                                                   |
| (nl) Smal diephuis met trapgevel                                                            | Oui                   |                                  | Lo                | Markt 23               | 50° 58′ 49″ nord, 2° 44′ 55″ est | 70065               | Téléverser                                                   |
| (nl) Hoekpand, mogelijk café In 't Saijette Wijveke                                         | Oui                   |                                  | Lo                | Markt 24               | 50° 58′ 49″ nord, 2° 44′ 55″ est | 70066               | Téléverser                                                   |
| (nl) Rozendaalbrug, brug over de Slopgatvaart                                               |                       |                                  | Lo                | Noordhoek              | 51° 00′ 05″ nord, 2° 46′ 02″ est | 70067               | Téléverser                                                   |
| (nl) Pastorie                                                                               | Oui                   |                                  | Lo                | Noordstraat 1          | 50° 58′ 53″ nord, 2° 44′ 54″ est | 70068               | Téléverser                                                   |
| (nl) Nu hotel Oude Abdij Lo                                                                 | Oui                   |                                  | Lo                | Noordstraat 3          | 50° 58′ 55″ nord, 2° 44′ 56″ est | 70069               | Téléverser                                                   |
| (nl) Smal burgerhuis uit de jaren 1920-1930                                                 | Oui                   |                                  | Lo                | Noordstraat 7          | 50° 58′ 55″ nord, 2° 44′ 52″ est | 70070               | Téléverser                                                   |
| (nl) 19de-eeuwse nutsgebouwen, vermoedelijk van brouwerij Verlende                          | Oui                   |                                  | Lo                | Noordstraat            | 50° 58′ 55″ nord, 2° 44′ 52″ est | 70071               | Téléverser                                                   |
| (nl) Site met duiventoren van Sint-Pietersabdij                                             | Oui                   |                                  | Lo                | Noordstraat 9          | 50° 58′ 56″ nord, 2° 44′ 55″ est | 70072               | Téléverser                                                   |
| (nl) Laag dubbelhuis                                                                        | Oui                   |                                  | Lo                | Noordstraat 12         | 50° 58′ 54″ nord, 2° 44′ 50″ est | 70073               | Téléverser                                                   |
| (nl) Lage tweewoonst                                                                        | Oui                   |                                  | Lo                | Noordstraat 20         | 50° 58′ 55″ nord, 2° 44′ 50″ est | 70074               | Téléverser                                                   |
| (nl) 19de-eeuws burgerhuis met bewaarde winkelpui                                           | Oui                   |                                  | Lo                | Noordstraat 22         | 50° 58′ 56″ nord, 2° 44′ 49″ est | 70075               | Téléverser                                                   |
| (nl) 19de-eeuws herenhuis                                                                   | Oui                   |                                  | Lo                | Noordstraat 28         | 50° 58′ 56″ nord, 2° 44′ 48″ est | 70076               | Téléverser                                                   |
| (nl) 19de-eeuws burgerhuis                                                                  | Oui                   |                                  | Lo                | Noordstraat 30         | 50° 58′ 56″ nord, 2° 44′ 48″ est | 70077               | Téléverser                                                   |
| (nl) Oostelijke toegang (jaren 1920) tot het kerkhof                                        | Oui                   |                                  | Lo                | Ooststraat             | 50° 58′ 52″ nord, 2° 44′ 57″ est | 70078               | Téléverser                                                   |
| (nl) Hoekpand, heropgebouwd in de jaren 1920                                                | Oui                   |                                  | Lo                | Ooststraat 4           | 50° 58′ 53″ nord, 2° 44′ 58″ est | 70079               | Téléverser                                                   |
| (nl) Klein burgerhuis uit de jaren 1920                                                     | Oui                   |                                  | Lo                | Ooststraat 5           | 50° 58′ 51″ nord, 2° 45′ 00″ est | 70080               | Téléverser                                                   |
| (nl) Geelbakstenen lijstgevel uit de jaren 1920                                             | Oui                   |                                  | Lo                | Ooststraat 6           | 50° 58′ 51″ nord, 2° 44′ 58″ est | 70081               | Téléverser                                                   |
| (nl) Samenstel van burgerhuizen heropgebouwd in de jaren 1920                               | Oui                   |                                  | Lo                | Ooststraat 7           | 50° 58′ 51″ nord, 2° 45′ 00″ est | 70082               | Téléverser                                                   |
| (nl) Samenstel van burgerhuizen heropgebouwd in de jaren 1920                               | Oui                   |                                  | Lo                | Ooststraat 9           | 50° 58′ 51″ nord, 2° 45′ 00″ est | 70082               | Téléverser                                                   |
| (nl) Samenstel van burgerhuizen, heropgebouwd in de jaren 1920                              | Oui                   |                                  | Lo                | Ooststraat 10          | 50° 58′ 52″ nord, 2° 44′ 59″ est | 70083               | Téléverser                                                   |
| (nl) Samenstel van burgerhuizen, heropgebouwd in de jaren 1920                              | Oui                   |                                  | Lo                | Ooststraat 8           | 50° 58′ 52″ nord, 2° 44′ 59″ est | 70083               | Téléverser                                                   |
| (nl) Samenstel van kleine, lage burgerhuizen                                                | Oui                   |                                  | Lo                | Ooststraat 11          | 50° 58′ 51″ nord, 2° 45′ 01″ est | 70084               | Téléverser                                                   |
| (nl) Samenstel van kleine, lage burgerhuizen                                                | Oui                   |                                  | Lo                | Ooststraat 13          | 50° 58′ 51″ nord, 2° 45′ 01″ est | 70084               | Téléverser                                                   |
| (nl) Smal, laag huis, heropgebouwd in 1922                                                  | Oui                   |                                  | Lo                | Ooststraat 18          | 50° 58′ 52″ nord, 2° 45′ 01″ est | 70085               | Téléverser                                                   |
| (nl) Burgerhuis, heropgebouwd in de jaren 1920                                              | Oui                   |                                  | Lo                | Ooststraat 20          | 50° 58′ 53″ nord, 2° 45′ 00″ est | 70086               | Téléverser                                                   |
| (nl) Breed burgerhuis met dubbelhuisopstand                                                 |                       |                                  | Lo                | Ooststraat 21          | 50° 58′ 50″ nord, 2° 45′ 03″ est | 70087               | Téléverser                                                   |
| (nl) Burgerhuis, heropgebouwd in jaren 1920                                                 | Oui                   |                                  | Lo                | Ooststraat 22          | 50° 58′ 53″ nord, 2° 45′ 01″ est | 70088               | Téléverser                                                   |
| (nl) Burgerhuis, heropgebouwd in jaren 1920                                                 | Oui                   |                                  | Lo                | Ooststraat 24          | 50° 58′ 53″ nord, 2° 45′ 01″ est | 70088               | Téléverser                                                   |
| (nl) Breed burgerhuis met dubbelhuisopstand                                                 |                       |                                  | Lo                | Ooststraat 25          | 50° 58′ 51″ nord, 2° 45′ 05″ est | 70089               | Téléverser                                                   |
| (nl) Burgerhuis uit 2de helft van 19de eeuw                                                 |                       |                                  | Lo                | Ooststraat 27          | 50° 58′ 52″ nord, 2° 45′ 05″ est | 70090               | Téléverser                                                   |
| (nl) Burgerhuis, heropgebouwd in 1926                                                       |                       |                                  | Lo                | Ooststraat 32          | 50° 58′ 54″ nord, 2° 45′ 04″ est | 70091               | Téléverser                                                   |
| (nl) Burgerhuis, heropgebouwd in de jaren 1920                                              |                       |                                  | Lo                | Ooststraat 33          | 50° 58′ 51″ nord, 2° 45′ 07″ est | 70092               | Téléverser                                                   |
| (nl) Burgerhuizen, heropgebouwd in de jaren 1920                                            |                       |                                  | Lo                | Ooststraat 34          | 50° 58′ 54″ nord, 2° 45′ 05″ est | 70093               | Téléverser                                                   |
| (nl) Burgerhuizen, heropgebouwd in de jaren 1920                                            |                       |                                  | Lo                | Ooststraat 36          | 50° 58′ 54″ nord, 2° 45′ 05″ est | 70093               | Téléverser                                                   |
| (nl) Burgerhuis, heropgebouwd in 1921                                                       |                       |                                  | Lo                | Ooststraat 38          | 50° 58′ 54″ nord, 2° 45′ 05″ est | 70094               | Téléverser                                                   |
| (nl) Burgerhuis uit de jaren 1920                                                           |                       |                                  | Lo                | Ooststraat 39          | 50° 58′ 51″ nord, 2° 45′ 09″ est | 70095               | Téléverser                                                   |
| (nl) Patronagegebouw                                                                        |                       |                                  | Lo                | Ooststraat 42          | 50° 58′ 55″ nord, 2° 45′ 06″ est | 70096               | Téléverser                                                   |
| (nl) Burgerhuis uit de jaren 1920                                                           |                       |                                  | Lo                | Ooststraat 55          | 50° 58′ 54″ nord, 2° 45′ 13″ est | 70097               | Téléverser                                                   |
| (nl) Gemeenteschool, onderwijzerswoning, nutgebouwtjes                                      |                       |                                  | Lo                | Ooststraat 58          | 50° 58′ 56″ nord, 2° 45′ 10″ est | 70098               | Téléverser                                                   |
| (nl) Villa uit de jaren 1930-1940                                                           |                       |                                  | Lo                | Ooststraat 60          | 50° 58′ 57″ nord, 2° 45′ 12″ est | 70099               | Téléverser                                                   |
| (nl) Burgerhuis uit de jaren 1920-1930                                                      |                       |                                  | Lo                | Ooststraat 64          | 50° 58′ 57″ nord, 2° 45′ 13″ est | 70100               | Téléverser                                                   |
| (nl) Burgerhuis uit de jaren 1930                                                           |                       |                                  | Lo                | Ooststraat 66          | 50° 58′ 58″ nord, 2° 45′ 14″ est | 70101               | Téléverser                                                   |
| (nl) Vrijstaande burgerwoning uit de jaren 1920                                             |                       |                                  | Lo                | Ooststraat 69          | 50° 58′ 55″ nord, 2° 45′ 18″ est | 70102               | Téléverser                                                   |
| (nl) Burgerhuis en pand uit de jaren 1920-1930                                              |                       |                                  | Lo                | Ooststraat 75          | 50° 58′ 56″ nord, 2° 45′ 21″ est | 70103               | Téléverser                                                   |
| (nl) Burgerhuis en pand uit de jaren 1920-1930                                              |                       |                                  | Lo                | Ooststraat 77          | 50° 58′ 56″ nord, 2° 45′ 21″ est | 70103               | Téléverser                                                   |
| (nl) Ommuurd kerkhof met herdenkingskapel                                                   | Oui                   |                                  | Lo                | Oude-eiermarkt         | 50° 58′ 51″ nord, 2° 44′ 52″ est | 70104               | Téléverser                                                   |
| (nl) Sint-Petruskerk                                                                        | Oui                   |                                  | Lo                | Oude-eiermarkt         | 50° 58′ 51″ nord, 2° 44′ 56″ est | 70105               | (nl) Sint-Petruskerk                                         |
| (nl) 19de-eeuws rijhuis                                                                     | Oui                   |                                  | Lo                | Oude-eiermarkt 5       | 50° 58′ 52″ nord, 2° 44′ 50″ est | 70106               | Téléverser                                                   |
| (nl) Kapelanie, nu gemeentehuis                                                             | Oui                   |                                  | Lo                | Oude-eiermarkt 7       | 50° 58′ 53″ nord, 2° 44′ 51″ est | 70107               | Téléverser                                                   |
| (nl) Palingbrugge, brug over de Slopgatvaart                                                |                       |                                  | Lo                | Rabbelaresteenweg      | 50° 59′ 28″ nord, 2° 44′ 50″ est | 70108               | Téléverser                                                   |
| (nl) Slopgatsluis en Slopgathevel, schutsluis en brug                                       |                       |                                  | Lo                | Rabbelaresteenweg      | 50° 59′ 30″ nord, 2° 44′ 23″ est | 70109               | Téléverser                                                   |
| (nl) Hoeve en kapelletje                                                                    |                       |                                  | Lo                | Rabbelaresteenweg 9    | 50° 59′ 33″ nord, 2° 44′ 36″ est | 70110               | Téléverser                                                   |
| (nl) Hoeve met losstaande bestanddelen                                                      |                       |                                  | Lo                | Rabbelaresteenweg 18   | 50° 59′ 45″ nord, 2° 44′ 58″ est | 70111               | Téléverser                                                   |
| (nl) Hoeve met lage losstaande bestanddelen                                                 |                       |                                  | Lo                | Rabbelaresteenweg 23   | 51° 00′ 09″ nord, 2° 44′ 55″ est | 70112               | Téléverser                                                   |
| (nl) Boerenarbeidershuis                                                                    |                       |                                  | Lo                | Rabbelaresteenweg 24   | 51° 00′ 15″ nord, 2° 45′ 00″ est | 70113               | Téléverser                                                   |
| (nl) Historisch hoevetje De Nooteboom                                                       |                       |                                  | Lo                | Rabbelaresteenweg 28   | 51° 00′ 43″ nord, 2° 45′ 30″ est | 70114               | Téléverser                                                   |
| (nl) Historische hoeve, Donderhoeve en kapel Onze-Lieve-Vrouw van Troost                    | Oui                   |                                  | Lo                | Reningesteenweg        | 50° 58′ 27″ nord, 2° 46′ 43″ est | 70115               | Téléverser                                                   |
| (nl) Historische hoeve, Donderhoeve en kapel Onze-Lieve-Vrouw van Troost                    | Oui                   |                                  | Lo                | Reningesteenweg 12     | 50° 58′ 27″ nord, 2° 46′ 43″ est | 70115               | Téléverser                                                   |
| (nl) Bunker uit de Eerste Wereldoorlog                                                      |                       |                                  | Lo                | Reningesteenweg        | 50° 58′ 29″ nord, 2° 46′ 42″ est | 70116               | Téléverser                                                   |
| (nl) Rozendaalkapel uit eerste kwart van de 20ste eeuw                                      |                       |                                  | Lo                | Rozendale              | 51° 00′ 14″ nord, 2° 45′ 52″ est | 70117               | Téléverser                                                   |
| (nl) Populierenhof, hoeve met losstaande bestanddelen                                       |                       |                                  | Lo                | Rozendale 1            | 51° 00′ 26″ nord, 2° 45′ 55″ est | 70118               | Téléverser                                                   |
| (nl) Hoeve met losstaande bestanddelen                                                      |                       |                                  | Lo                | Rozendale 5            | 50° 59′ 56″ nord, 2° 45′ 52″ est | 70119               | Téléverser                                                   |
| (nl) Hoeve met losstaande bestanddelen                                                      |                       |                                  | Lo                | Rabbelaresteenweg 32   | 51° 00′ 33″ nord, 2° 45′ 08″ est | 70120               | Téléverser                                                   |
| (nl) Restant van hoevetje uit de jaren 1920                                                 | Oui                   |                                  | Lo                | Rozestraat             | 50° 58′ 52″ nord, 2° 44′ 46″ est | 70121               | Téléverser                                                   |
| (nl) Brug met segmentboog over de Sint-Machuitsbeek                                         |                       |                                  | Lo                | Schaerdeke             | 50° 58′ 58″ nord, 2° 44′ 33″ est | 70122               | Téléverser                                                   |
| (nl) Boerenarbeidershuis uit eerste kwart van 20ste eeuw                                    |                       |                                  | Lo                | Turkeyen 2             | 50° 58′ 43″ nord, 2° 45′ 33″ est | 70123               | Téléverser                                                   |
| (nl) L-vormige hoeve                                                                        |                       |                                  | Lo                | Turkeyen 3             | 50° 58′ 43″ nord, 2° 45′ 37″ est | 70124               | Téléverser                                                   |
| (nl) Wegkapelletje van 1881, toegewijd aan Onze-Lieve-Vrouw van Troost                      |                       |                                  | Lo                | Turkeyen               | 50° 58′ 40″ nord, 2° 45′ 33″ est | 70125               | Téléverser                                                   |
| (nl) Gedenkteken voor gesneuvelde geniesoldaten van de 2de legerafdeling                    |                       |                                  | Lo                | 2de Genielaan          | 50° 59′ 12″ nord, 2° 44′ 48″ est | 70126               | Téléverser                                                   |
| (nl) Historische hoeve                                                                      |                       |                                  | Lo                | 2de Genielaan 17       | 50° 59′ 16″ nord, 2° 44′ 40″ est | 70127               | Téléverser                                                   |
| (nl) Westpoort, restant van de vroegere stadversterkingen                                   | Oui                   |                                  | Lo                | Weststraat             | 50° 58′ 49″ nord, 2° 44′ 44″ est | 70128               | Téléverser                                                   |
| (nl) Caesarsboom, eeuwenoude taxus                                                          | Oui                   |                                  | Lo                | Weststraat             | 50° 58′ 49″ nord, 2° 44′ 44″ est | 70129               | Téléverser                                                   |
| (nl) Lijstgevel uit de tweede helft van de 19de eeuw                                        | Oui                   |                                  | Lo                | Weststraat 1           | 50° 58′ 50″ nord, 2° 44′ 50″ est | 70130               | Téléverser                                                   |
| (nl) Herenhuis uit de 19de eeuw                                                             | Oui                   |                                  | Lo                | Weststraat 2           | 50° 58′ 49″ nord, 2° 44′ 52″ est | 70131               | Téléverser                                                   |
| (nl) Eclectisch burgerhuis van 1899                                                         | Oui                   |                                  | Lo                | Weststraat 6           | 50° 58′ 48″ nord, 2° 44′ 51″ est | 70132               | Téléverser                                                   |
| (nl) Burgerhuizen uit de tweede helft van de 19de eeuw                                      | Oui                   |                                  | Lo                | Weststraat 17          | 50° 58′ 50″ nord, 2° 44′ 47″ est | 70133               | Téléverser                                                   |
| (nl) Burgerhuizen uit de tweede helft van de 19de eeuw                                      | Oui                   |                                  | Lo                | Weststraat 19          | 50° 58′ 50″ nord, 2° 44′ 47″ est | 70133               | Téléverser                                                   |
| (nl) In kern 19de-eeuwse panden                                                             | Oui                   |                                  | Lo                | Weststraat 20          | 50° 58′ 48″ nord, 2° 44′ 48″ est | 70134               | Téléverser                                                   |
| (nl) Burgerhuis met kleine winkelpui                                                        | Oui                   |                                  | Lo                | Weststraat 21          | 50° 58′ 50″ nord, 2° 44′ 46″ est | 70135               | Téléverser                                                   |
| (nl) Smal en laag pand                                                                      | Oui                   |                                  | Lo                | Weststraat 24          | 50° 58′ 49″ nord, 2° 44′ 47″ est | 70136               | Téléverser                                                   |
| (nl) Huisje uit de tweede helft van de 19de eeuw                                            | Oui                   |                                  | Lo                | Weststraat 26          | 50° 58′ 48″ nord, 2° 44′ 46″ est | 70137               | Téléverser                                                   |
| (nl) Burgerhuis uit de 19de eeuw                                                            | Oui                   |                                  | Lo                | Weststraat 27          | 50° 58′ 50″ nord, 2° 44′ 45″ est | 70138               | Téléverser                                                   |
| (nl) Burgerhuis uit de jaren 1920                                                           | Oui                   |                                  | Lo                | Weststraat 28          | 50° 58′ 47″ nord, 2° 44′ 47″ est | 70139               | Téléverser                                                   |
| (nl) Samenstel van lijstgevels                                                              | Oui                   |                                  | Lo                | Weststraat 29          | 50° 58′ 49″ nord, 2° 44′ 45″ est | 70140               | Téléverser                                                   |
| (nl) Samenstel van lijstgevels                                                              | Oui                   |                                  | Lo                | Weststraat 31          | 50° 58′ 49″ nord, 2° 44′ 45″ est | 70140               | Téléverser                                                   |
| (nl) Vrijstaand burgerhuis bij de stadsomwalling                                            | Oui                   |                                  | Lo                | Weststraat 34          | 50° 58′ 48″ nord, 2° 44′ 45″ est | 70141               | Téléverser                                                   |
| (nl) Hoeve                                                                                  |                       |                                  | Lo                | Zavelhoek 1            | 50° 59′ 12″ nord, 2° 44′ 24″ est | 70142               | Téléverser                                                   |
| (nl) Historische hoeve Het Iepenhof                                                         | Oui                   |                                  | Lo                | Zavelhoek 3            | 50° 59′ 47″ nord, 2° 43′ 53″ est | 70143               | Téléverser                                                   |
| (nl) Historische hoeve met losstaande bestanddelen                                          |                       |                                  | Lo                | Zavelhoek 6            | 51° 00′ 05″ nord, 2° 43′ 57″ est | 70144               | Téléverser                                                   |
| (nl) Samenstel van historische panden                                                       | Oui                   |                                  | Lo                | Zuidstraat 1           | 50° 58′ 46″ nord, 2° 44′ 59″ est | 70145               | Téléverser                                                   |
| (nl) Samenstel van historische panden                                                       | Oui                   |                                  | Lo                | Zuidstraat 3           | 50° 58′ 46″ nord, 2° 44′ 59″ est | 70145               | Téléverser                                                   |
| (nl) 19de-eeuwse lijstgevel                                                                 | Oui                   |                                  | Lo                | Zuidstraat 2           | 50° 58′ 47″ nord, 2° 45′ 00″ est | 70146               | Téléverser                                                   |
| (nl) Smal huis                                                                              | Oui                   |                                  | Lo                | Zuidstraat 4           | 50° 58′ 47″ nord, 2° 45′ 00″ est | 70147               | Téléverser                                                   |
| (nl) Laag huisje uit eerste kwart van de 20ste eeuw                                         | Oui                   |                                  | Lo                | Zuidstraat 5           | 50° 58′ 45″ nord, 2° 44′ 59″ est | 70148               | Téléverser                                                   |
| (nl) Samenstel van burgerhuizen uit de jaren 1920                                           | Oui                   |                                  | Lo                | Zuidstraat 7           | 50° 58′ 45″ nord, 2° 44′ 59″ est | 70149               | Téléverser                                                   |
| (nl) Samenstel van burgerhuizen uit de jaren 1920                                           | Oui                   |                                  | Lo                | Zuidstraat 9           | 50° 58′ 45″ nord, 2° 44′ 59″ est | 70149               | Téléverser                                                   |
| (nl) Huisje, wederopgebouwd in de jaren 1920                                                | Oui                   |                                  | Lo                | Zuidstraat 14          | 50° 58′ 46″ nord, 2° 45′ 00″ est | 70150               | Téléverser                                                   |
| (nl) Smal burgerhuis uit de jaren 1920                                                      | Oui                   |                                  | Lo                | Zuidstraat 15          | 50° 58′ 44″ nord, 2° 44′ 59″ est | 70152               | Téléverser                                                   |
| (nl) Hoevetje 't Molenhof                                                                   |                       |                                  | Lo                | Zuidstraat 21          | 50° 58′ 43″ nord, 2° 44′ 59″ est | 70153               | Téléverser                                                   |
| (nl) Burgerhuis uit de jaren 1920                                                           |                       |                                  | Lo                | Zuidstraat 23          | 50° 58′ 42″ nord, 2° 45′ 01″ est | 70154               | Téléverser                                                   |
| (nl) Pand uit de jaren 1920                                                                 | Oui                   |                                  | Lo                | Zuidstraat 26          | 50° 58′ 44″ nord, 2° 45′ 01″ est | 70155               | Téléverser                                                   |
| (nl) Herberg De Drie Grachten                                                               |                       |                                  | Noordschote       | Drie Grachten 1        | 50° 57′ 33″ nord, 2° 49′ 18″ est | 70156               | Téléverser                                                   |
| (nl) Militaire demarcatiepaal nr. 5 van het Belgisch model                                  | Oui                   |                                  | Noordschote       | Drie Grachten          | 50° 57′ 31″ nord, 2° 49′ 16″ est | 70157               | Téléverser                                                   |
| (nl) (gemeente)school, nu bankkantoor                                                       |                       |                                  | Noordschote       | Middelstraat 3         | 50° 57′ 15″ nord, 2° 48′ 39″ est | 70158               | Téléverser                                                   |
| (nl) Boerenarbeidershuis uit de jaren 1920                                                  |                       |                                  | Noordschote       | Middelstraat 23        | 50° 56′ 57″ nord, 2° 48′ 47″ est | 70159               | Téléverser                                                   |
| (nl) Kleine hoeve heropgebouwd in de jaren 1920                                             |                       |                                  | Noordschote       | Middelstraat 25        | 50° 56′ 52″ nord, 2° 48′ 50″ est | 70160               | Téléverser                                                   |
| (nl) Boerenarbeidershuis                                                                    |                       |                                  | Noordschote       | Middelstraat 34        | 50° 56′ 55″ nord, 2° 48′ 43″ est | 70161               | Téléverser                                                   |
| (nl) Huis uit het eerste kwart van de 20ste eeuw                                            |                       |                                  | Noordschote       | Noordooststraat 1      | 50° 57′ 12″ nord, 2° 48′ 48″ est | 70162               | Téléverser                                                   |
| (nl) Hoeve, heropgebouwd in de jaren 1920                                                   |                       |                                  | Noordschote       | Noordooststraat 2      | 50° 57′ 10″ nord, 2° 48′ 47″ est | 70163               | Téléverser                                                   |
| (nl) Wegkapel, deel van reeks ommegangkapellen                                              |                       |                                  | Noordschote       | Noordooststraat        | 50° 57′ 11″ nord, 2° 48′ 47″ est | 70164               | Téléverser                                                   |
| (nl) Boerenarbeidershuis met links een wegkapel                                             |                       |                                  | Noordschote       | Noordooststraat 6      | 50° 56′ 44″ nord, 2° 49′ 14″ est | 70165               | Téléverser                                                   |
| (nl) Parochiekerk Sint-Barnabas                                                             |                       |                                  | Noordschote       | Noordschoteplein       | 50° 57′ 19″ nord, 2° 48′ 38″ est | 70166               | (nl) Parochiekerk Sint-Barnabas                              |
| (nl) Gedenksteen voor militaire en burgerlijke slachtoffers van Eerste Wereldoorlog         |                       |                                  | Noordschote       | Noordschoteplein       |                                  | 70167               | Téléverser                                                   |
| (nl) Vrijstaand pand uit de jaren 1920                                                      |                       |                                  | Noordschote       | Noordschoteplein 1     | 50° 57′ 17″ nord, 2° 48′ 27″ est | 70168               | Téléverser                                                   |
| (nl) Vrijstaand burgerhuis uit de jaren 1920                                                |                       |                                  | Noordschote       | Noordschoteplein 4     | 50° 57′ 18″ nord, 2° 48′ 31″ est | 70169               | Téléverser                                                   |
| (nl) Huis, heropgebouwd in de jaren 1920                                                    |                       |                                  | Noordschote       | Noordschoteplein 5     | 50° 57′ 17″ nord, 2° 48′ 32″ est | 70170               | Téléverser                                                   |
| (nl) Burgerhuis uit de jaren 1920                                                           |                       |                                  | Noordschote       | Noordschoteplein 7     | 50° 57′ 17″ nord, 2° 48′ 33″ est | 70171               | Téléverser                                                   |
| (nl) Pastorie                                                                               |                       |                                  | Noordschote       | Noordschoteplein 11    | 50° 57′ 19″ nord, 2° 48′ 35″ est | 70172               | Téléverser                                                   |
| (nl) Hoeve, heropgebouwd in de jaren 1920                                                   |                       |                                  | Noordschote       | Noordschoteplein 13    | 50° 57′ 19″ nord, 2° 48′ 42″ est | 70173               | Téléverser                                                   |
| (nl) Arbeidershuis uit de jaren 1920                                                        |                       |                                  | Noordschote       | Noordschoteplein 16    | 50° 57′ 16″ nord, 2° 48′ 43″ est | 70174               | Téléverser                                                   |
| (nl) Burgerhuis, heropgebouwd in de jaren 1920                                              |                       |                                  | Noordschote       | Noordschoteplein 17    | 50° 57′ 15″ nord, 2° 48′ 44″ est | 70175               | Téléverser                                                   |
| (nl) Hoeve, heropgebouwd in de jaren 1920                                                   |                       |                                  | Noordschote       | Noordweststraat 6      | 50° 56′ 59″ nord, 2° 48′ 25″ est | 70177               | Téléverser                                                   |
| (nl) Wegkapel links van verbouwde wederopbouwhoeve                                          |                       |                                  | Noordschote       | Noordweststraat        | 50° 56′ 49″ nord, 2° 48′ 32″ est | 70178               | Téléverser                                                   |
| (nl) Wegkapel, deeluitmakend van een reeks ommegangkapellen                                 |                       |                                  | Noordschote       | Noordweststraat        | 50° 56′ 41″ nord, 2° 48′ 36″ est | 70179               | Téléverser                                                   |
| (nl) Wegkapel links van verbouwde hoeve                                                     |                       |                                  | Noordschote       | Noordweststraat        | 50° 56′ 35″ nord, 2° 48′ 39″ est | 70180               | Téléverser                                                   |
| (nl) Hoeve, heropgebouwd in de jaren 1920                                                   |                       |                                  | Noordschote       | Noordweststraat 12     | 50° 56′ 31″ nord, 2° 48′ 37″ est | 70181               | Téléverser                                                   |
| (nl) Wegkapel                                                                               |                       |                                  | Noordschote       | Reningesteenweg        | 50° 57′ 15″ nord, 2° 48′ 28″ est | 70182               | Téléverser                                                   |
| (nl) Langgestrekt hoevetje, wederopgebouwd in de jaren 1920                                 |                       |                                  | Noordschote       | Westpoeselstraat 3     | 50° 56′ 53″ nord, 2° 49′ 49″ est | 70183               | Téléverser                                                   |
| (nl) Hoeve, heropgebouwd in 1924-1925                                                       |                       |                                  | Noordschote       | Westpoeselstraat 7     | 50° 56′ 08″ nord, 2° 50′ 22″ est | 70184               | Téléverser                                                   |
| (nl) Hoeve, heropgebouwd in de jaren 1920                                                   |                       |                                  | Noordschote       | Westpoeselstraat 10    | 50° 56′ 12″ nord, 2° 50′ 26″ est | 70185               | Téléverser                                                   |
| (nl) Hoeve, heropgebouwd in 1924                                                            |                       |                                  | Noordschote       | Westpoeselstraat 11    | 50° 55′ 54″ nord, 2° 50′ 26″ est | 70186               | Téléverser                                                   |
| (nl) Boerenarbeidershuis annex wagenmakerij                                                 | Oui                   |                                  | Pollinkhove       | Burgweg 17             | 50° 58′ 15″ nord, 2° 43′ 44″ est | 70187               | Téléverser                                                   |
| (nl) Wegkapel van ca. 1956                                                                  | Oui                   |                                  | Pollinkhove       | Burgweg                | 50° 58′ 16″ nord, 2° 43′ 45″ est | 70188               | Téléverser                                                   |
| (nl) Historische hoeve Tempeliershoeve                                                      | Oui                   |                                  | Pollinkhove       | Burgweg 18             | 50° 58′ 14″ nord, 2° 43′ 30″ est | 70189               | Téléverser                                                   |
| (nl) Hoeve met losstaande bestanddelen                                                      |                       |                                  | Pollinkhove       | Burgweg 50             | 50° 58′ 49″ nord, 2° 43′ 40″ est | 70190               | Téléverser                                                   |
| (nl) Klein hoevetje en wegkapel                                                             | Oui                   |                                  | Pollinkhove       | Burgweg 56             | 50° 59′ 11″ nord, 2° 43′ 28″ est | 70191               | Téléverser                                                   |
| (nl) Gebouw, barak (mogelijk militaire keuken)                                              |                       |                                  | Pollinkhove       | Burgweg 57             | 50° 59′ 14″ nord, 2° 43′ 21″ est | 70192               | Téléverser                                                   |
| (nl) Machuutskapel                                                                          | Oui                   |                                  | Pollinkhove       | Burgweg 58             | 50° 57′ 55″ nord, 2° 43′ 49″ est | 70193               | Téléverser                                                   |
| (nl) Landarbeidershuis                                                                      |                       |                                  | Pollinkhove       | Clamarastraat 3        | 50° 59′ 08″ nord, 2° 42′ 37″ est | 70194               | Téléverser                                                   |
| (nl) Hoeve met losstaande bestanddelen                                                      |                       |                                  | Pollinkhove       | Clamarastraat 9        | 50° 59′ 18″ nord, 2° 43′ 32″ est | 70195               | Téléverser                                                   |
| (nl) Historische hoeve Vinkenest                                                            |                       |                                  | Pollinkhove       | Clamarastraat 11       | 50° 59′ 19″ nord, 2° 43′ 47″ est | 70196               | Téléverser                                                   |
| (nl) Historische hoeve                                                                      |                       |                                  | Pollinkhove       | Clamarastraat 13       | 50° 59′ 21″ nord, 2° 43′ 59″ est | 70197               | Téléverser                                                   |
| (nl) Samenstel van arbeidershuizen                                                          |                       |                                  | Pollinkhove       | Doelweg 2              | 50° 58′ 18″ nord, 2° 43′ 50″ est | 70198               | Téléverser                                                   |
| (nl) Samenstel van arbeidershuizen                                                          |                       |                                  | Pollinkhove       | Doelweg 3              | 50° 58′ 18″ nord, 2° 43′ 50″ est | 70198               | Téléverser                                                   |
| (nl) Samenstel van arbeidershuizen                                                          |                       |                                  | Pollinkhove       | Doelweg 3B             | 50° 58′ 18″ nord, 2° 43′ 50″ est | 70198               | Téléverser                                                   |
| (nl) Samenstel van arbeidershuizen                                                          |                       |                                  | Pollinkhove       | Doelweg 5              | 50° 58′ 18″ nord, 2° 43′ 50″ est | 70198               | Téléverser                                                   |
| (nl) Boerenarbeidershuis met ge´ncorporeerde stalling                                       | Oui                   |                                  | Pollinkhove       | Burgweg 29A            | 50° 58′ 18″ nord, 2° 43′ 47″ est | 70199               | Téléverser                                                   |
| (nl) Langgestrekt hoevetje                                                                  |                       |                                  | Pollinkhove       | Groenendijkstraat 13   | 50° 57′ 46″ nord, 2° 46′ 22″ est | 70200               | Téléverser                                                   |
| (nl) Betonnen bunker van de Eerste Wereldoorlog                                             |                       |                                  | Pollinkhove       | Groenendijkstraat      | 50° 57′ 45″ nord, 2° 46′ 21″ est | 70201               | Téléverser                                                   |
| (nl) Boerenarbeidershuis met nutsgebouwen, bunker ten westen                                |                       |                                  | Pollinkhove       | Groenendijkstraat 14   | 50° 57′ 44″ nord, 2° 46′ 31″ est | 70202               | Téléverser                                                   |
| (nl) Dwarsschuur als restant van verdwenen hoeve                                            |                       |                                  | Pollinkhove       | Hullebrugweg 8         | 50° 57′ 59″ nord, 2° 45′ 04″ est | 70203               | Téléverser                                                   |
| (nl) Huis uit de tweede helft van de 19de eeuw                                              |                       |                                  | Pollinkhove       | Lindesteenweg 6        | 50° 57′ 36″ nord, 2° 43′ 09″ est | 70204               | Téléverser                                                   |
| (nl) Historische hoeve 't Lindenhof                                                         | Oui                   |                                  | Pollinkhove       | Lindesteenweg 10       | 50° 57′ 32″ nord, 2° 42′ 55″ est | 70205               | Téléverser                                                   |
| (nl) Site: molenaarshuis, molen Margriet- of Sint-Machuutmolen                              | Oui                   |                                  | Pollinkhove       | Lindestraat 7          | 50° 57′ 53″ nord, 2° 43′ 48″ est | 70206               | Téléverser                                                   |
| (nl) Boerenarbeidershuis met stalling, daterend uit de 19de eeuw                            | Oui                   |                                  | Pollinkhove       | Lobrug 2               | 50° 58′ 42″ nord, 2° 44′ 26″ est | 70207               | Téléverser                                                   |
| (nl) Hoeve, heropgebouwd na de Eerste Wereldoorlog                                          |                       |                                  | Pollinkhove       | Lobrug 3               | 50° 58′ 44″ nord, 2° 44′ 26″ est | 70208               | Téléverser                                                   |
| (nl) Site van de Markeymolen met molenaarserf                                               | Oui                   |                                  | Pollinkhove       | Lobrug 6               | 50° 58′ 51″ nord, 2° 44′ 28″ est | 70209               | (nl) Site van de Markeymolen met molenaarserf                |
| (nl) Kleine villa uit de jaren 1920                                                         |                       |                                  | Pollinkhove       | Lobrug 7               | 50° 58′ 50″ nord, 2° 44′ 27″ est | 70210               | Téléverser                                                   |
| (nl) Kleine hoeve                                                                           |                       |                                  | Pollinkhove       | Lobrug 9               | 50° 58′ 53″ nord, 2° 44′ 27″ est | 70211               | Téléverser                                                   |
| (nl) Sint-Bartholomeuskerk                                                                  | Oui                   |                                  | Pollinkhove       | Pollinkhovestraat      | 50° 58′ 15″ nord, 2° 43′ 59″ est | 70212               | (nl) Sint-Bartholomeuskerk                                   |
| (nl) Gedenkteken slachtoffers Eerste en de Tweede Wereldoorlog                              | Oui                   |                                  | Pollinkhove       | Pollinkhovestraat      | 50° 58′ 15″ nord, 2° 43′ 58″ est | 70213               | Téléverser                                                   |
| (nl) Gemeentehuis                                                                           |                       |                                  | Pollinkhove       | Pollinkhovestraat 1    | 50° 58′ 15″ nord, 2° 43′ 55″ est | 70214               | Téléverser                                                   |
| (nl) Site van de pastorie                                                                   | Oui                   |                                  | Pollinkhove       | Pollinkhovestraat 3    | 50° 58′ 15″ nord, 2° 43′ 56″ est | 70215               | Téléverser                                                   |
| (nl) Pand                                                                                   |                       |                                  | Pollinkhove       | Pollinkhovestraat 17   | 50° 58′ 10″ nord, 2° 43′ 56″ est | 70216               | Téléverser                                                   |
| (nl) Arbeidershuis uit laatste kwart van de 19de eeuw                                       |                       |                                  | Pollinkhove       | Pollinkhovestraat 25   | 50° 58′ 10″ nord, 2° 43′ 57″ est | 70217               | Téléverser                                                   |
| (nl) Boerenarbeidershuis uit de 19de eeuw                                                   |                       |                                  | Pollinkhove       | Pollinkhovestraat 29   | 50° 58′ 09″ nord, 2° 43′ 56″ est | 70218               | Téléverser                                                   |
| (nl) Gemeenteschool                                                                         | Oui                   |                                  | Pollinkhove       | Pollinkhovestraat 37A  | 50° 58′ 06″ nord, 2° 43′ 57″ est | 70219               | Téléverser                                                   |
| (nl) Gemeenteschool                                                                         | Oui                   |                                  | Pollinkhove       | Pollinkhovestraat 39   | 50° 58′ 06″ nord, 2° 43′ 57″ est | 70219               | Téléverser                                                   |
| (nl) Sterk verbouwde hoeve en Maria-kapelletje                                              | Oui                   |                                  | Pollinkhove       | Pollinkhovestraat      | 50° 58′ 01″ nord, 2° 44′ 08″ est | 70220               | Téléverser                                                   |
| (nl) Sterk verbouwde hoeve en Maria-kapelletje                                              | Oui                   |                                  | Pollinkhove       | Pollinkhovestraat 42   | 50° 58′ 01″ nord, 2° 44′ 08″ est | 70220               | Téléverser                                                   |
| (nl) Hoeve                                                                                  |                       |                                  | Pollinkhove       | Romanestraat 3         | 50° 58′ 15″ nord, 2° 42′ 17″ est | 70221               | Téléverser                                                   |
| (nl) Militaire keukens Belgisch leger (WO I)                                                | Oui                   |                                  | Pollinkhove       | Romanestraat           | 50° 58′ 18″ nord, 2° 42′ 02″ est | 70222               | Téléverser                                                   |
| (nl) Militaire keukens Belgisch leger (WO I)                                                | Oui                   |                                  | Pollinkhove       | Romanestraat 5         | 50° 58′ 18″ nord, 2° 42′ 02″ est | 70222               | Téléverser                                                   |
| (nl) Historische hoevesite                                                                  |                       |                                  | Pollinkhove       | Romanestraat 8         | 50° 58′ 28″ nord, 2° 42′ 49″ est | 70223               | Téléverser                                                   |
| (nl) Historische hoeve                                                                      |                       |                                  | Pollinkhove       | Romanestraat 9         | 50° 58′ 35″ nord, 2° 43′ 08″ est | 70224               | Téléverser                                                   |
| (nl) Historische hoevesite                                                                  | Oui                   |                                  | Pollinkhove       | Tommestraat 34         | 50° 58′ 05″ nord, 2° 43′ 33″ est | 70225               | Téléverser                                                   |
| (nl) Hoeve met losse bestanddelen                                                           |                       |                                  | Pollinkhove       | Tommestraat 35         | 50° 58′ 06″ nord, 2° 42′ 58″ est | 70226               | Téléverser                                                   |
| (nl) Historische hoeve zogenaamd Pollinkhof                                                 | Oui                   |                                  | Pollinkhove       | Vaartstraat 2          | 50° 58′ 15″ nord, 2° 44′ 05″ est | 70227               | Téléverser                                                   |
| (nl) Samenstel van burgerhuizen uit de tweede helft van de 19de eeuw                        |                       |                                  | Pollinkhove       | Vaartstraat 10         | 50° 58′ 14″ nord, 2° 43′ 53″ est | 70228               | Téléverser                                                   |
| (nl) Samenstel van burgerhuizen uit de tweede helft van de 19de eeuw                        |                       |                                  | Pollinkhove       | Vaartstraat 12         | 50° 58′ 14″ nord, 2° 43′ 53″ est | 70228               | Téléverser                                                   |
| (nl) Samenstel van burgerhuizen uit de tweede helft van de 19de eeuw                        |                       |                                  | Pollinkhove       | Vaartstraat 6          | 50° 58′ 14″ nord, 2° 43′ 53″ est | 70228               | Téléverser                                                   |
| (nl) Samenstel van burgerhuizen uit de tweede helft van de 19de eeuw                        |                       |                                  | Pollinkhove       | Vaartstraat 8          | 50° 58′ 14″ nord, 2° 43′ 53″ est | 70228               | Téléverser                                                   |
| (nl) Klooster en (vrije) school                                                             |                       |                                  | Pollinkhove       | Vaartstraat 9          | 50° 58′ 19″ nord, 2° 43′ 57″ est | 70229               | Téléverser                                                   |
| (nl) Historisch burgerhuis uit de 18de eeuw                                                 | Oui                   |                                  | Pollinkhove       | Vaartstraat 15         | 50° 58′ 17″ nord, 2° 43′ 56″ est | 70230               | Téléverser                                                   |
| (nl) Rijhuis                                                                                |                       |                                  | Pollinkhove       | Vaartstraat 17         | 50° 58′ 17″ nord, 2° 43′ 56″ est | 70232               | Téléverser                                                   |
| (nl) Arbeidershuis                                                                          |                       |                                  | Pollinkhove       | Vaartstraat 24         | 50° 58′ 14″ nord, 2° 43′ 50″ est | 70233               | Téléverser                                                   |
| (nl) Historisch burgerhuis                                                                  | Oui                   |                                  | Pollinkhove       | Vaartstraat 27         | 50° 58′ 17″ nord, 2° 43′ 52″ est | 70234               | Téléverser                                                   |
| (nl) 19de-eeuws hoekhuis                                                                    |                       |                                  | Pollinkhove       | Vaartstraat 30         | 50° 58′ 14″ nord, 2° 43′ 48″ est | 70235               | Téléverser                                                   |
| (nl) Herberg zogenaamd Sint-Sebastiaanshof                                                  |                       |                                  | Pollinkhove       | Vaartstraat 37         | 50° 58′ 15″ nord, 2° 43′ 49″ est | 70236               | Téléverser                                                   |
| (nl) Hevel of 'siphon' van de Sint-Machuitsbeek onder de Lovaart                            |                       |                                  | Pollinkhove       | Vaartstraat            | 50° 58′ 19″ nord, 2° 44′ 16″ est | 70237               | Téléverser                                                   |
| (nl) Stenen brug over Dode of Oude IJzer met delen kasseiweg                                | Oui                   |                                  | Pollinkhove       | Veurnesteenweg         | 50° 57′ 07″ nord, 2° 43′ 09″ est | 70238               | (nl) Stenen brug over Dode of Oude IJzer met delen kasseiweg |
| (nl) Oude herberg/ afspanning aan de steenweg Veurne-Ieper                                  |                       |                                  | Pollinkhove       | Veurnesteenweg 4       | 50° 57′ 44″ nord, 2° 42′ 37″ est | 70239               | Téléverser                                                   |
| (nl) 19de-eeuwse hoeve met losse bestanddelen                                               |                       |                                  | Pollinkhove       | Vrijestraat 1          | 50° 58′ 49″ nord, 2° 43′ 18″ est | 70240               | Téléverser                                                   |
| (nl) Hoeve met losse bestanddelen                                                           |                       |                                  | Pollinkhove       | Zandfoortstraat 6      | 50° 57′ 58″ nord, 2° 45′ 47″ est | 70241               | Téléverser                                                   |
| (nl) Hoeve met markerende ligging                                                           |                       |                                  | Pollinkhove       | Zandfoortstraat 7      | 50° 57′ 49″ nord, 2° 45′ 41″ est | 70242               | Téléverser                                                   |
| (nl) Schutsluis met overlaat en ophaalbrug                                                  | Oui                   |                                  | Pollinkhove       | Fintele                | 50° 57′ 26″ nord, 2° 44′ 10″ est | 70243               | Téléverser                                                   |
| (nl) Hooipiete, ontmantelde houten brug, gestockeerd aan linkeroever van de Ijzer           | Oui                   |                                  | Pollinkhove       | Fintele                | 50° 57′ 26″ nord, 2° 44′ 17″ est | 70244               | Téléverser                                                   |
| (nl) Brug langs de IJzer                                                                    | Oui                   |                                  | Pollinkhove       | Fintele                | 50° 57′ 24″ nord, 2° 44′ 17″ est | 70245               | Téléverser                                                   |
| (nl) Dubbelhuis met voortuintje                                                             | Oui                   |                                  | Pollinkhove       | Fintele 4              | 50° 57′ 27″ nord, 2° 44′ 12″ est | 70246               | Téléverser                                                   |
| (nl) Café Au Bienvenue uit het eerste kwart van de 20ste eeuw                               | Oui                   |                                  | Pollinkhove       | Fintele 8              | 50° 57′ 27″ nord, 2° 44′ 16″ est | 70247               | Téléverser                                                   |
| (nl) Witgeschilderd en verbouwd dubbelhuis                                                  | Oui                   |                                  | Pollinkhove       | Fintele 9              | 50° 57′ 29″ nord, 2° 44′ 18″ est | 70248               | Téléverser                                                   |
| (nl) Witgeschilderd dubbelhuisje van 1934                                                   | Oui                   |                                  | Pollinkhove       | Fintele 19             | 50° 57′ 28″ nord, 2° 44′ 17″ est | 70249               | Téléverser                                                   |
| (nl) Vrijstaand boerenarbeidershuis met ge´ncorporeerde stalling                            |                       |                                  | Reninge           | Broekstraat 3          | 50° 56′ 47″ nord, 2° 46′ 51″ est | 70251               | Téléverser                                                   |
| (nl) Historische hoeve zogenaamd Belle-Weeden hove                                          |                       |                                  | Reninge           | Broekstraat 7          | 50° 56′ 52″ nord, 2° 46′ 53″ est | 70252               | Téléverser                                                   |
| (nl) Sint-Rectrudiskerk                                                                     | Oui                   |                                  | Reninge           | Dorpplaats             | 50° 56′ 52″ nord, 2° 47′ 24″ est | 70253               | (nl) Sint-Rectrudiskerk                                      |
| (nl) Kapellen in de kerkhofmuur                                                             | Oui                   |                                  | Reninge           | Dorpplaats             | 50° 56′ 51″ nord, 2° 47′ 26″ est | 70254               | Téléverser                                                   |
| (nl) Monument voor kunstschilder Matthijs de Visch                                          | Oui                   |                                  | Reninge           | Dorpplaats             | 50° 56′ 51″ nord, 2° 47′ 21″ est | 70255               | Téléverser                                                   |
| (nl) Gedenkzuil voor slachtoffers van de Eerste Wereldoorlog                                | Oui                   |                                  | Reninge           | Dorpplaats             | 50° 56′ 50″ nord, 2° 47′ 22″ est | 70256               | Téléverser                                                   |
| (nl) Kasteel Vilain                                                                         | Oui                   |                                  | Reninge           | Dorpplaats 1           | 50° 56′ 48″ nord, 2° 47′ 20″ est | 70257               | Téléverser                                                   |
| (nl) Samenstel van (hoek)panden                                                             | Oui                   |                                  | Reninge           | Dorpplaats 2           | 50° 56′ 51″ nord, 2° 47′ 19″ est | 70258               | Téléverser                                                   |
| (nl) Samenstel van (hoek)panden                                                             | Oui                   |                                  | Reninge           | Dorpplaats 3           | 50° 56′ 51″ nord, 2° 47′ 19″ est | 70258               | Téléverser                                                   |
| (nl) Heropgebouwd burgerhuis                                                                | Oui                   |                                  | Reninge           | Dorpplaats 4           | 50° 56′ 52″ nord, 2° 47′ 19″ est | 70259               | Téléverser                                                   |
| (nl) Gemeentehuis van Reninge, nu ontmoetingscentrum                                        | Oui                   |                                  | Reninge           | Dorpplaats 7           | 50° 56′ 53″ nord, 2° 47′ 21″ est | 70260               | Téléverser                                                   |
| (nl) Onderpastorie of kapelanie                                                             | Oui                   |                                  | Reninge           | Dorpplaats 15          | 50° 56′ 54″ nord, 2° 47′ 25″ est | 70261               | Téléverser                                                   |
| (nl) Pastorie                                                                               | Oui                   |                                  | Reninge           | Dorpplaats 19          | 50° 56′ 50″ nord, 2° 47′ 27″ est | 70262               | Téléverser                                                   |
| (nl) Hoekpand uit de jaren 1920                                                             | Oui                   |                                  | Reninge           | Dorpplaats 22          | 50° 56′ 49″ nord, 2° 47′ 22″ est | 70263               | Téléverser                                                   |
| (nl) Hoekpand uit de jaren 1920                                                             | Oui                   |                                  | Reninge           | Ieperstraat            | 50° 56′ 49″ nord, 2° 47′ 22″ est | 70263               | Téléverser                                                   |
| (nl) Hoeve-site, d' Akkerhoeve                                                              |                       |                                  | Reninge           | Halve Reningestraat 4  | 50° 55′ 05″ nord, 2° 46′ 14″ est | 70264               | Téléverser                                                   |
| (nl) Mariakapel van 1832                                                                    | Oui                   |                                  | Reninge           | Halve Reningestraat +6 | 50° 54′ 57″ nord, 2° 46′ 27″ est | 70266               | Téléverser                                                   |
| (nl) Belgische militaire begraafplaats                                                      |                       |                                  | Reninge           | Hoflandstraat          | 50° 56′ 21″ nord, 2° 46′ 41″ est | 70267               | Téléverser                                                   |
| (nl) Historische hoeve, Hoeve Scoone Heide                                                  |                       |                                  | Reninge           | Hoflandstraat 4        | 50° 56′ 11″ nord, 2° 46′ 46″ est | 70268               | Téléverser                                                   |
| (nl) Historische hoeve met losse bestanddelen                                               | Oui                   |                                  | Reninge           | Hoflandstraat 6        | 50° 56′ 06″ nord, 2° 47′ 00″ est | 70269               | Téléverser                                                   |
| (nl) Samenstel van drie burgerhuizen                                                        | Oui                   |                                  | Reninge           | Ieperstraat 1          | 50° 56′ 48″ nord, 2° 47′ 23″ est | 70271               | Téléverser                                                   |
| (nl) Samenstel van drie burgerhuizen                                                        | Oui                   |                                  | Reninge           | Ieperstraat 3          | 50° 56′ 48″ nord, 2° 47′ 23″ est | 70271               | Téléverser                                                   |
| (nl) Samenstel van drie burgerhuizen                                                        | Oui                   |                                  | Reninge           | Ieperstraat 5          | 50° 56′ 48″ nord, 2° 47′ 23″ est | 70271               | Téléverser                                                   |
| (nl) Lage arbeidershuizen uit het begin van de 20ste eeuw                                   |                       |                                  | Reninge           | Ieperstraat 2          | 50° 56′ 43″ nord, 2° 47′ 22″ est | 70272               | Téléverser                                                   |
| (nl) Lage arbeidershuizen uit het begin van de 20ste eeuw                                   |                       |                                  | Reninge           | Ieperstraat 4          | 50° 56′ 43″ nord, 2° 47′ 22″ est | 70272               | Téléverser                                                   |
| (nl) Lage arbeidershuizen uit het begin van de 20ste eeuw                                   |                       |                                  | Reninge           | Ieperstraat 6          | 50° 56′ 43″ nord, 2° 47′ 22″ est | 70272               | Téléverser                                                   |
| (nl) Klooster der zusters Annuntiaten met lagere school                                     | Oui                   |                                  | Reninge           | Ieperstraat 7          | 50° 56′ 46″ nord, 2° 47′ 24″ est | 70273               | Téléverser                                                   |
| (nl) Openbare bibliotheek, jongensschool                                                    |                       |                                  | Reninge           | Ieperstraat            | 50° 56′ 39″ nord, 2° 47′ 25″ est | 70276               | Téléverser                                                   |
| (nl) Noodwoning of een semi-permanente woning                                               | Oui                   |                                  | Reninge           | Ieperstraat 13         | 50° 56′ 44″ nord, 2° 47′ 24″ est | 70277               | Téléverser                                                   |
| (nl) Boerenarbeidershuis uit de jaren 1920                                                  |                       |                                  | Reninge           | Ieperstraat 21         | 50° 56′ 40″ nord, 2° 47′ 26″ est | 70278               | Téléverser                                                   |
| (nl) Fort de Cnocke                                                                         | Oui                   |                                  | Reninge           | Knokke                 | 50° 58′ 50″ nord, 2° 48′ 26″ est | 70282               | Téléverser                                                   |
| (nl) Hoeve Princemolenhof en molenaarshuis                                                  |                       |                                  | Reninge           | Molenhoek 2            | 50° 56′ 04″ nord, 2° 47′ 30″ est | 70283               | Téléverser                                                   |
| (nl) Hoeve Ten Meulepitte                                                                   |                       |                                  | Reninge           | Molenhoek 9            | 50° 56′ 05″ nord, 2° 47′ 16″ est | 70284               | Téléverser                                                   |
| (nl) Hoeve ter Marliereput en wegkapel Onze-Lieve-Vrouw van de Bevrijding                   |                       |                                  | Reninge           | Molenstraat            | 50° 55′ 34″ nord, 2° 47′ 47″ est | 70285               | Téléverser                                                   |
| (nl) Hoeve ter Marliereput en wegkapel Onze-Lieve-Vrouw van de Bevrijding                   |                       |                                  | Reninge           | Molenstraat 8          | 50° 55′ 34″ nord, 2° 47′ 47″ est | 70285               | Téléverser                                                   |
| (nl) Hoeve uit de eerste helft van de 20ste eeuw                                            |                       |                                  | Reninge           | Molenstraat 1          | 50° 56′ 07″ nord, 2° 47′ 33″ est | 70286               | Téléverser                                                   |
| (nl) Hoeve met losse bestanddelen uit het eerste kwart van de 20ste eeuw                    |                       |                                  | Reninge           | Molenstraat 3          | 50° 55′ 53″ nord, 2° 47′ 33″ est | 70287               | Téléverser                                                   |
| (nl) Hoeve met losse bestanddelen uit het laatste kwart van de 19de eeuw                    |                       |                                  | Reninge           | Nieuwstraat 6          | 50° 55′ 18″ nord, 2° 46′ 54″ est | 70288               | Téléverser                                                   |
| (nl) Vrijstaand huis                                                                        |                       |                                  | Reninge           | Nieuwstraat 8          | 50° 55′ 24″ nord, 2° 46′ 43″ est | 70289               | Téléverser                                                   |
| (nl) Hoevetje                                                                               |                       |                                  | Reninge           | Nieuwstraat 9          | 50° 55′ 23″ nord, 2° 46′ 19″ est | 70290               | Téléverser                                                   |
| (nl) Boerenarbeidershuis uit het laatste kwart van de 19de eeuw                             |                       |                                  | Reninge           | Oostvleterenstraat 2   | 50° 56′ 45″ nord, 2° 47′ 00″ est | 70291               | Téléverser                                                   |
| (nl) Boerenarbeidershuis uit het laatste kwart van de 19de eeuw                             |                       |                                  | Reninge           | Oostvleterenstraat 6   | 50° 56′ 44″ nord, 2° 46′ 57″ est | 70292               | Téléverser                                                   |
| (nl) Semi-gesloten hoeve uit de tweede helft van de 19de eeuw                               |                       |                                  | Reninge           | Oostvleterenstraat 9   | 50° 56′ 38″ nord, 2° 46′ 38″ est | 70293               | Téléverser                                                   |
| (nl) Hoeve met losse bestanddelen                                                           |                       |                                  | Reninge           | Oostvleterenstraat 13  | 50° 56′ 29″ nord, 2° 46′ 10″ est | 70294               | Téléverser                                                   |
| (nl) Hoeve met losse bestanddelen                                                           |                       |                                  | Reninge           | Oostvleterenstraat 14  | 50° 56′ 39″ nord, 2° 46′ 47″ est | 70295               | Téléverser                                                   |
| (nl) Hoeve met losse bestanddelen uit het eerste kwart van de 20ste eeuw                    |                       |                                  | Reninge           | Oostvleterenstraat 15  | 50° 56′ 26″ nord, 2° 46′ 04″ est | 70296               | Téléverser                                                   |
| (nl) Ingrijpend gerenoveerde historische hoeve met losse bestanddelen                       |                       |                                  | Reninge           | Oostvleterenstraat 16  | 50° 56′ 36″ nord, 2° 46′ 42″ est | 70297               | Téléverser                                                   |
| (nl) Hoekpand uit de jaren 1920                                                             | Oui                   |                                  | Reninge           | Peperstraat 1          | 50° 56′ 50″ nord, 2° 47′ 25″ est | 70298               | Téléverser                                                   |
| (nl) Lage arbeidershuizen, nr. 5 met buurtwinkeltje                                         | Oui                   |                                  | Reninge           | Peperstraat 3          | 50° 56′ 50″ nord, 2° 47′ 25″ est | 70299               | Téléverser                                                   |
| (nl) Lage arbeidershuizen, nr. 5 met buurtwinkeltje                                         | Oui                   |                                  | Reninge           | Peperstraat 5          | 50° 56′ 50″ nord, 2° 47′ 25″ est | 70299               | Téléverser                                                   |
| (nl) Laag arbeidershuis                                                                     | Oui                   |                                  | Reninge           | Peperstraat 6          | 50° 56′ 49″ nord, 2° 47′ 24″ est | 70300               | Téléverser                                                   |
| (nl) Hoeve met losse bestanddelen                                                           |                       |                                  | Reninge           | Pereboom 4             | 50° 58′ 08″ nord, 2° 47′ 16″ est | 70301               | Téléverser                                                   |
| (nl) Hoeve Ter Walleboom                                                                    |                       |                                  | Reninge           | Pereboom 5             | 50° 58′ 39″ nord, 2° 47′ 20″ est | 70302               | Téléverser                                                   |
| (nl) Historische hoeve zogenaamd Het Marchiennegoed                                         | Oui                   |                                  | Reninge           | Sint-Corynstraat 2     | 50° 56′ 16″ nord, 2° 46′ 21″ est | 70303               | Téléverser                                                   |
| (nl) Historisch hoevetje met losse bestanddelen                                             | Oui                   |                                  | Reninge           | Sint-Corynstraat 8     | 50° 55′ 48″ nord, 2° 46′ 37″ est | 70304               | Téléverser                                                   |
| (nl) Historische hoeve met losse bestanddelen met kapel Onze-Lieve-Vrouw van Troost in Nood |                       |                                  | Reninge           | Sint-Corynstraat 9     | 50° 55′ 46″ nord, 2° 46′ 43″ est | 70305               | Téléverser                                                   |
| (nl) Tempelaeremolen, herenhuis en links maalderij                                          |                       |                                  | Reninge           | Burgweg                | 50° 54′ 40″ nord, 2° 45′ 38″ est | 70306               | Téléverser                                                   |
| (nl) Kleine vakwerkhoeve met versteend boerenhuis, in een gaaf weidelandschap               | Oui                   |                                  | Reninge           | Tempelare 2            | 50° 54′ 33″ nord, 2° 45′ 55″ est | 70307               | Téléverser                                                   |
| (nl) Hoeve met losse bestanddelen                                                           |                       |                                  | Reninge           | Tempelare 3            | 50° 54′ 45″ nord, 2° 45′ 57″ est | 70308               | Téléverser                                                   |
| (nl) Mariakapel bij een verbouwde hoeve uit het eerste kwart van de 20ste eeuw              |                       |                                  | Reninge           | Tempelare 6            | 50° 55′ 00″ nord, 2° 45′ 52″ est | 70309               | Téléverser                                                   |
| (nl) Historische hoeve                                                                      |                       |                                  | Reninge           | Tempelare 13           | 50° 54′ 54″ nord, 2° 46′ 38″ est | 70312               | Téléverser                                                   |
| (nl) Boerenarbeidershuis uit de jaren 1920                                                  |                       |                                  | Reninge           | Woestenstraat 2        | 50° 56′ 33″ nord, 2° 47′ 24″ est | 70313               | Téléverser                                                   |
| (nl) Hoeve 't Neerhof, met losse bestanddelen uit eerste kwart van de 20ste eeuw            |                       |                                  | Reninge           | Woestenstraat 5        | 50° 56′ 29″ nord, 2° 47′ 16″ est | 70314               | Téléverser                                                   |
| (nl) Gedenksteen chirurgische post WO I 't Abelenhof                                        |                       |                                  | Reninge           | Zuidschotestraat       | 50° 56′ 06″ nord, 2° 47′ 52″ est | 70315               | Téléverser                                                   |
| (nl) Hoekpand van 1924                                                                      |                       |                                  | Reninge           | Zuidschotestraat 1     | 50° 56′ 37″ nord, 2° 47′ 27″ est | 70316               | Téléverser                                                   |
| (nl) Hoeve                                                                                  |                       |                                  | Reninge           | Zuidschotestraat 4     | 50° 56′ 34″ nord, 2° 47′ 36″ est | 70317               | Téléverser                                                   |
| (nl) Wegkapelletje bij huis uit de jaren 1920                                               |                       |                                  | Reninge           | Zuidschotestraat 12    | 50° 56′ 18″ nord, 2° 47′ 50″ est | 70318               | Téléverser                                                   |
| (nl) Vrijstaand burgerhuis                                                                  |                       |                                  | Reninge           | Zuidschotestraat 17    | 50° 56′ 33″ nord, 2° 47′ 32″ est | 70319               | Téléverser                                                   |
| (nl) Hoeve,'t Ravelaarshof uit de wederopbouwperiode                                        |                       |                                  | Reninge           | Zuidschotestraat 24    | 50° 55′ 42″ nord, 2° 48′ 32″ est | 70320               | Téléverser                                                   |
| (nl) Achterin gelegen hoeve uit de wederopbouwperiode                                       |                       |                                  | Reninge           | Zuidschotestraat 26    | 50° 55′ 33″ nord, 2° 49′ 06″ est | 70321               | Téléverser                                                   |
| (nl) Mechanische maalderij met markerende schoorsteen                                       | Oui                   |                                  | Reninge           | Zwartestraat           | 50° 56′ 51″ nord, 2° 47′ 17″ est | 70322               | Téléverser                                                   |
| (nl) Arbeidershuis uit de jaren 1920                                                        |                       |                                  | Reninge           | Zwartestraat 14        | 50° 56′ 50″ nord, 2° 47′ 12″ est | 70323               | Téléverser                                                   |
| (nl) Burgerhuis uit de jaren 1920                                                           |                       |                                  | Reninge           | Zwartestraat 16        | 50° 56′ 49″ nord, 2° 47′ 12″ est | 70324               | Téléverser                                                   |
| (nl) Burgerhuis uit de jaren 1920                                                           |                       |                                  | Reninge           | Zwartestraat 20        | 50° 56′ 49″ nord, 2° 47′ 11″ est | 70325               | Téléverser                                                   |
| (nl) Boerenarbeidershuis                                                                    |                       |                                  | Reninge           | Zwartestraat 24        | 50° 56′ 49″ nord, 2° 47′ 09″ est | 70326               | Téléverser                                                   |
| (nl) Boerenarbeidershuis                                                                    |                       |                                  | Reninge           | Zwartestraat 27        | 50° 56′ 51″ nord, 2° 47′ 10″ est | 70327               | Téléverser                                                   |
| (nl) Eenvoudige brug over de Sint-Machuitsbeek                                              |                       |                                  | Lo                | Lolege                 | 50° 59′ 22″ nord, 2° 44′ 26″ est | 70330               | Téléverser                                                   |
| (nl) Burgerhuis met 19de-eeuwse kern                                                        | Oui                   |                                  | Reninge           | Dorpplaats 21          | 50° 56′ 49″ nord, 2° 47′ 23″ est | 70331               | Téléverser                                                   |
| (nl) Laag arbeidershuis uit de jaren 1920                                                   | Oui                   |                                  | Reninge           | Peperstraat 13         | 50° 56′ 48″ nord, 2° 47′ 28″ est | 70332               | Téléverser                                                   |
| (nl) Burgerhuis                                                                             | Oui                   |                                  | Lo                | Weststraat 22          | 50° 58′ 48″ nord, 2° 44′ 47″ est | 73722               | Téléverser                                                   |
| (nl) Hoeve met losstaande bestanddelen                                                      |                       |                                  | Reninge           | Halve Reningestraat 3  | 50° 55′ 08″ nord, 2° 46′ 16″ est | 73723               | Téléverser                                                   |
| (nl) Hoeve                                                                                  | Oui                   |                                  | Reninge           | Woestenstraat 9        | 50° 56′ 17″ nord, 2° 47′ 11″ est | 73724               | Téléverser                                                   |